# Pasqual Font de Mòra Chabrera
Pasqual Font de Mòra Chabrera (Vila-real, 28 abril de 1929 - 4 gener de 2005) va ser un futbolista i empresari valencià, president del Vila-real CF durant els anys 90.

## Biografia
Va ser futbolista durant la seua joventut i jugà en equips com el València CF i el CE Castelló. Va participar en la fundació del Real Unión de Irún. A més, al crear-se el 1946 el C.A. Foghethecaz (l'acrònim d'alguns dels cognoms de futbolistes), s'emportaren als millors. S'uniren els dos equips i va nàixer el C.A.F. Vila-real que amb el temps, es convertiria en el Vila-real Club de Futbol.
El 1957, amb 28 anys, acceptà el repte de ser president amb alguns ascens. El mateix any, el 4 de febrer del 1957, va contraure matrimoni amb la seua dona. Així mateix, va participar en la creació de la indústria taulellera de la Plana, amb la fabricació i difusió de tots els productes Alaplana.
Als anys 90 va tornar a aparèixer en la primera plana grogueta en tornar al càrrec com a president. Arribat ell, vingueren els anys d'esplendor del club i de l'empenta definitiva a l'ascens a les màximes categories del futbol espanyol. L'equip venia de pujar de Tercera divisió a la temporada 1990/91 a la Segona divisió B, i a partir d'aquell ascens pujaren uns anys després a la divisió de plata i a la temporada 1997/98 aconseguiren l'ascens a la Primera divisió espanyola. Aquest any la seua dona morí i Pasqual deixà de nou el càrrec en mans de Fernando Roig.
Va morir a Vila-real el 4 gener de 2005 amb l'edat de 76 anys.